# Trần Phong Sắc
Trần Phong Sắc (chữ Hán: 陳豐色, 1873 - 1928) - bản danh Trần Đình Diệm (chữ Hán: 陳廷焰), tự Phong Sắc (chữ Hán: 豐色), hiệu Đằng Huy (chữ Hán: 滕暉) là một thi sĩ, văn sĩ, soạn giả cải lương.

## Tiểu sử
Trần Phong Sắc có nguyên quán tại thôn Tân An, tỉnh Tân An (nay là thành phố Tân An, tỉnh Long An). Ông khởi nghiệp với việc dạy môn Luân lý cho học sinh từ lớp đệ ngũ đến đệ nhị tại Tân An, thời gian này ông cũng mưu sinh bằng nghề viết sách và dịch cổ văn, tổng cộng có đến 40 cuốn truyện Tàu đã được ông phiên sang tiếng Việt. Vào năm mẹ ông tạ thế, ông tạc tượng mẹ rồi sớm chiều hai buổi dọn cơm nước nhang đèn đến trước tượng rồi mới làm các việc khác. Mãi đến năm 40 tuổi Trần Phong Sắc mới chịu gá nghĩa với một thôn nữ.

## Tác phẩm

### Văn
- Huấn nữ quốc âm ca (1911)
- Kim Vân Kiều án (1914)
- Tân tiếu lâm
- Sĩ hữu bá hạnh (1925)
- Vệ sanh thực trị (1927)
- Bán dạ phi đầu (tập 1, 2 năm 1925 và tập 3, 4 năm 1926)
- Hậu Vân Tiên diễn ca (1925)
- Ấu viên tất độc (tiểu học giáo khoa thư, 1925)

### Tuồng
| - Tam hạ Nam đường diễn nghĩa (1906) - Phong Thần diễn nghĩa (1906) - La Thông tảo Bắc (1906) - Đại Hồng bào hải thoại (1907) - Tiết Đinh San chinh Tây (1907) - Du Long hỉ Phụng Chánh Đức du Giang Nam (1907) - Anh hùng náo tam môn giai (1907) - Đại Minh Hồng Võ (1907) - Lục mẫu đơn (1908) - Thuận Tri quá giang (1908) - Hậu anh hùng (1908) - Bắc du Chơn Võ truyện (1909) - Tây du diễn nghĩa (1909) | - Yên Sơn phú (1910) - Tùy Đường truyện (1910) - Vĩnh Khánh thăng bình (1910) - Nam Du Huê Quang truyện (1910) - Ngũ hổ bình Nam hí văn (1911) - Nhị thập tứ hiếu (1911) - Nữ tú tài (1911) - Tiền, Hậu Vân Tiên (1911) - Vần Quốc ngữ có phụ Tiếu lâm và Khuyến hiếu ca - Huấn sĩ ca (1911) - Chuyện khôi hài (1912) - Tuồng Đinh San chinh Tây (1913) - Kim Vân Kiều án (1914) | - Nữ trung bá hạnh (1922) - Mạch Quốc thoại et TPS Minh thánh kinh (1925) - Quan Đế Minh thánh kinh (1935) - Thập nhị quả phụ chinh Tây (1923) - Thơ Phạm Công (1923) - Binh Sơn Lãnh yếu toàn ca (1924) - Chủng Tử tu tri (1924) - Hậu Vân Tiên diễn ca (1925) - Đầu người ta bay xuống nửa đêm (1925) - Nguyệt Hà tầm phu (Xưa Nay, 1925) - Nguyệt Kiều xuất gia (Théâtre.J. Viết 1925) - Sát thê cầu tướng, (Théâtre. J. Viết, 1925) |

## Vinh danh
Tên ông đã được đặt cho một con đường ở Phường 4, thành phố Tân An, để ghi nhớ những đóng góp quý báu của ông.